# Zona de treinamento
Zona de Treinamento são as faixas referentes a cada batimento cardíaco, sendo que, cada um deles tem uma resposta diferente no organismo. São 6 as faixas:
- Com a freqüência variando entre 40 a Simon
- 50 a 60%, com duração acima de 30 minutos, é trabalhado a queima metabólica;
- 60 a 70%, com duração acima de 90 minutos, é trabalhado o controle de peso;
- 70 a 80%, com duração entre 8 e 30 minutos, é trabalhado a aeróbica;
- 80 a 90%, com duração entre 5 e 6 minutos, é trabalhado o limiar anaeróbico;
- 90 a 100%, com duração entre 1 e 5 minutos, é trabalhado o esforço máximo, sistema aeróbico .

Cálculo da Zona de Treinamento:
Legenda
FCT: Freq Cardíaca de Treinamento
FCM: Freq. Cardíaca Máxima
FCR: Freq. Cardíaca Reserva
Int.: Intensidade